# Fundamentalisme
 Der er for få eller ingen kildehenvisninger i denne artikel, hvilket er et problem. Du kan hjælpe ved at angive troværdige kilder til de påstande, som fremføres i artiklen.

Fundamentalisme er en generel betegnelse for en form for religiøsitet, hvis udøvere læser deres hellige skrift(er) meget bogstaveligt. 

Ofte bruges betegnelsen fundamentalisme om en ekstrem gruppe tilhængere af en given religion i modsætning til en moderat gruppe. Alle større religioner har i dag tilhængere, som er fundamentalister. Således er der eksempler på fundamentalistiske bevægelser indenfor jødedom, kristendom, islam, buddhisme og hinduisme. Ordet anvendes også om politiske ideologier som stalinisme og nazisme.

## Baggrund
Fundamentalisme er også et kristent fænomen: en række amerikanske og engelske teologer udgav en række småskrifter i det 20. århundredes begyndelse (o. 1909) med titlen The Fundamentals. De var mod den fremherskende teologi, som de anså for at være alt for liberal. Ikke mindst inden for de teologiske discipliner som fortolkningen af de bibelske skrifter (gammel- og nytestamentlig eksegese) fandt kredsen bag The Fundamentals, at den "moderne" teologi var gået for vidt. Siden oplysningstiden, måske endda allerede fra renæssancens begyndende frisættelse af individet som uafhængig og selvberoende entitet, var Bibelens tekster i stigende grad underkastet en kritisk læsning, og almindelige videnskabelige metoder gjorde sig gældende i bibelfortolkningen. Den havde udviklet sig til et metodisk instrumentarium, som under ét betegnes den "historisk-kritiske metode", som for alvor slog igennem i den tysksprogede teologi i sidste halvdel af det 19. århundrede.
Det var modstanden mod den historisk-kritiske metode, som betyder, at Bibelens skrifter skal læses og forstås som alle andre historiske tekster, som medførte, at kristen fundamentalismen blev grundlagt som en egentlig bevægelse eller kirkelig retning. Bevægelsens fædre mente ikke, at den "moderne" metode kunne forenes med, at Bibelen er en gudsinspireret helligskrift.
Som modvægt mod den historiske kritik udpegedes en række "fundamentals", dvs. fundamentale, uomgængelige og indiskutable "fakta", som ingen bibelfortolkning måtte modsige, og som derfor også kunne bruges som en prøvesten for, om et teologisk udsagn var gyldigt eller ej. Disse "fundamentals" omfattede såvel temaer som jomfrufødslen, som abstrakte forhold som Jesu guddommelige natur. Men den vigtigste "fundamental" var opfattelsen af Bibelen som inspireret af Gud og i enhver henseende modsigelsesfri og ufejlbarlig. De øvrige "fundamentals" kan siges blot at være en række markante eksempler på den centrale "fundamental".
Kredsen bag den lille skriftrække The Fundamentals blev kaldt "fundamentalister", og det var oprindeligt et skældsord. Visse fundamentalistiske kredse har taget betegnelsen til sig for at tage brodden af dens polemiske sigte.
Skriftrækken "The Fundamentals" findes flere steder på nettet, bl.a. i denne komplette og læsevenlige udgave: www.blueletterbible.org Arkiveret 6. juli 2008 hos  Wayback Machine

## De oprindelige fundamentalisters selvforståelse
En væsentlig del af fundamentalisternes selvforståelse er, at de opfatter sig som fortalere for en "oprindelig" opfattelse af kristendommen, specielt af Bibelens ufejlbarlighed og gudsinspirerede karakter. Det moderne menneskes kritiske spørgsmål til teksterne opfattes som en utidig søgen efter fejl og modsigelser, som en forkvaklet og perverteret tilgang til noget, som alle rettelig burde modtage i tro, og dermed dybest set som en bibelopfattelse, som strider imod troen og altså er et udslag af synd.
Fundamentalisternes ærinde er ikke en egentlig videnskabelig eller blot åben diskussion af Bibelens karakter, men et forsøg på at sætte et klart skel mellem troende og ikke-troende. De, som har en "forkert" bibelopfattelse er ikke sande kristne.

## Kirkeligt tilhørsforhold
Fundamentalismen er en udpræget protestantisk bevægelse. Derfor er det næppe tilfældigt, at der – udover til den "oprindelige" religion – ofte henvises til Martin Luther, som citeres for fyndordet "sola scriptura" (Skriften alene) og fortolkningsprincippet "scriptura sui ipsius interpres" (Skriften er sin egen fortolker). Begge udsagn er udslag af den polemiske situation, som var Luthers, dvs. ikke overfor en læsning og fortolkning af Bibelen med en videnskabelig eller blot fornuftspræget kritik, men over for den katolske kirkes nedprioritering af Bibelen som kilde til sand kristendom til fordel for alt muligt andet, ikke mindst den kirkelige tradition. Det var ikke Luthers anliggende, at Bibelen ikke skulle læses historisk, næsten tværtimod var det hans projekt at frigøre den bibelske overlevering fra den kirkelige omklamring, som han mente, pavekirken gjorde sig skyld i. Det var en helt anden diskussion, Luther førte, end den diskussion, han med fundamentalisternes brug af ham gøres til part i.

## Islamisk fundamentalisme
Siden slutningen af det 20. århundrede har udtrykket "fundamentalisme" været anvendt til at betegne yderligtgående fanatiske (og som regel militante) grupper, der begrunder handlinger med henvisning til deres (tolkning af) religion. Udtrykket er specielt anvendt om muslimer, der bedriver terrorhandlinger og/eller truer med mord på navngivne personer for derved at tvinge disse til at ændre deres handlinger (eller som straf for allerede foretagne handlinger).  